# Wikipédia en kazakh
Wikipédia en kazakh (en kazakh : Қазақша Уикипедия) est l’édition de Wikipédia en kazakh, langue kiptchak (de la famille des langues turciques) parlée principalement au Kazakhstan. L'édition est lancée officiellement le 3 juin 2002 et dans les faits en avril 2005. Son code est : kk.
Au 21 mars 2025, l'édition en kazakh contient 238 865 articles et compte 164 350 contributeurs, dont 301 contributeurs actifs et 12 administrateurs.

## Présentation

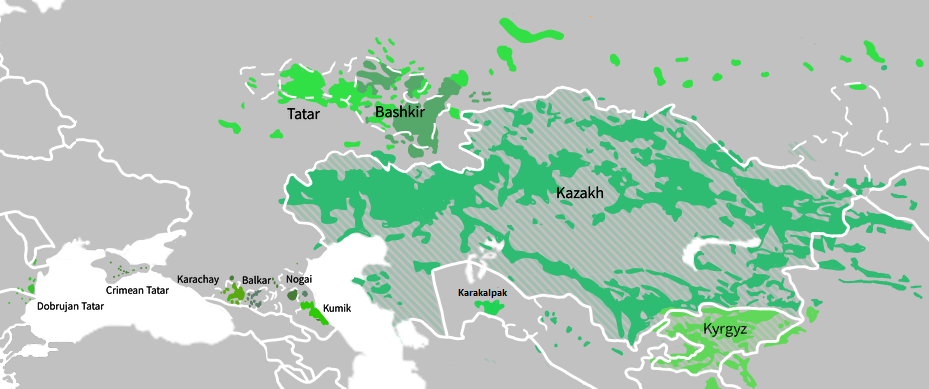
Aire de diffusion des langues kiptchak.
Aire de diffusion du kazakh.

## Statistiques
- Le 11 juillet 2013 l'édition en kazakh compte 202 772 articles et 25 579 utilisateurs, ce qui en fait la 30e version de Wikipédia en nombre d'articles.
- Le 31 mai 2016 elle compte 216 090 articles.
- Le 9 octobre 2022, elle contient 232 328 articles et compte 122 571 contributeurs, dont 317 contributeurs actifs et 16 administrateurs.
- Le 10 août 2024, elle contient 236 657 articles et compte 158 814 contributeurs, dont 235 contributeurs actifs et 16 administrateurs.